# Eleodes fusiformis
Eleodes fusiformis es una especie de escarabajo del género Eleodes, tribu Amphidorini, familia Tenebrionidae. Fue descrita científicamente por LeConte en 1858.
Se mantiene activa durante los meses de enero, abril, mayo, junio, julio, agosto, septiembre, octubre, noviembre y diciembre.

## Distribución
Se distribuye por Estados Unidos y México.